# Red Amick
Richard "Red" Amick (Kansas City, Missouri, 1929. január 19. – Crystal River, Florida, 1995. május 16.) amerikai autóversenyző.

## Pályafutása
1959-ben és 1960-ban részt vett a Formula–1-es világbajnokságba is beszámító indianapolisi 500 mérföldes versenyen. Az 59-es futamon egy baleset miatt nem ért célba, majd egy évvel később tizenegyedik lett.

## Eredményei

### Indy 500
| Év       | Rajtszám | Rajthely | Eredmény | Körök | Élen | Kiesés oka |
| -------- | -------- | -------- | -------- | ----- | ---- | ---------- |
| 1959     | 87       | 26       | 31       | 45    | 0    | Baleset    |
| 1960     | 27       | 22       | 11       | 200   | 0    |            |
| Összesen | Összesen | Összesen | Összesen | 245   | 0    |            |

| Indulás  | 2 |
| Pole p.  | 0 |
| Első sor | 0 |
| Győzelem | 0 |
| Top 5    | 0 |
| Top 10   | 0 |
| Kiesett  | 1 |

### Teljes Formula–1-es eredménylistája
(Táblázat értelmezése)

(Félkövér: pole-pozícióból indult; dőlt: leggyorsabb kört futott) 

| Év   | Csapat                   | Modell                | Motor          | 1   | 2      | 3      | 4   | 5   | 6   | 7   | 8   | 9   | 10  | Helyezés | Pont |
| ---- | ------------------------ | --------------------- | -------------- | --- | ------ | ------ | --- | --- | --- | --- | --- | --- | --- | -------- | ---- |
| 1959 | Wheeler-Foutch           | Kurtis Kraft 500C     | Offenhauser L4 | MON | 500 31 | NED    | FRA | GBR | GER | POR | ITA | USA |     | -        | 0    |
| 1960 | King O'Lawn/Leonard Faas | Epperly Indy Roadster | Offenhauser L4 | ARG | MON    | 500 11 | NED | BEL | FRA | GBR | POR | ITA | USA | -        | 0    |